# Arrigo Miglio
Arrigo Miglio (nacido el 18 de julio de 1942) es un prelado italiano de la Iglesia católica que fue arzobispo de Cagliari de 2012 a 2019.  Fue obispo de Ivrea de 1999 a 2012 y obispo de Iglesias de 1992 a 1999.
El 29 de mayo de 2022, el Papa Francisco anunció que haría cardenal a Miglio en un consistorio programado para el 27 de agosto.  Cuando sea hecho cardenal, habrá superado el límite de edad para participar en la elección de un Papa.

## Biografía
Miglio nació en San Giorgio Canavese, Piamonte, Italia, y fue ordenado sacerdote el 23 de septiembre de 1967.  Fue nombrado obispo de Iglesias el 25 de marzo de 1992 y consagrado por Luigi Bettazzi el 25 de abril siguiente.
El 20 de febrero de 1999 Miglio fue nombrado obispo de Ivrea.  Es presidente del comité científico y organizador de las Semanas Sociales de los Católicos Italianos, así como miembro de la Comisión Episcopal de la Conferencia Episcopal Italiana para temas sociales, laborales, de justicia y de paz.
El 25 de febrero de 2012 fue nombrado arzobispo de Cagliari por el Papa Benedicto XVI, y recibió el palio de obispo metropolitano el 29 de junio del mismo año.  Miglio ha sido presidente de la Conferencia Episcopal de Cerdeña desde el 3 de septiembre de 2012.
El 22 de septiembre de 2013 recibió al Papa Francisco en Cagliari y lo acompañó a todas sus citas públicas.
El 16 de noviembre de 2019, el Papa Francisco aceptó su renuncia como arzobispo y nombró a Giuseppe Baturi para sucederlo.
Fue creado cardenal por el papa Francisco en el Consistorio celebrado el 27 de agosto de 2022, asignándole el Título de San Clemente.